# 권잎새
권잎새는 대한민국의 배우다. 2015년 뮤지컬 <언틸더데이>로 데뷔했다.

## 방송
- PRODUCE 101 (2016) - 발표순위 37위

## 영화
- 순환소수 (2017) - 현정 역
- 생일 (2019) - 소녀들1 역
- 변신 (2019) - 신학생2 역
- 미지의 왈츠 (2019) - 미지 역
- NEW COUPLE (2019) - 주연
- 할머니의 외출 (2019) - 소진 역
- 연습생 (2020) - 주연
- 열아홉 (2021) - 김수진 역
- 가치 캅시다 (2021) - 해진 전 여친 역
- 낙인 (2021) - 어린조경 역
- 도티와 영원의 탑 (2023) - 안무
- 미지수 (2024) - 지수 역

## 공연
- 언틸더데이 (2015)
- 로미오와 줄리엣 (2016)
- Produce 101 PARTY 연말콘서트 (2016)

## 수상
- 서울독립영화제2022 [배우프로젝트 - 60초 독백 페스티벌] 2위 (2022)

## CF
- 우리은행 위비짠테크적금 바이럴 (2017)
- 지진 못지않게 위험한 여진! 배우 여진구, 여진 대비하는 꿀팁 대방출 ! (2023)